# Moksák
A moksák (moksa nyelven: мокша, moksa, мокшет, mokset; oroszul: мокша́не, moksanye) mordvin népcsoport, akik főképpen Mordvinföldön, annak nyugati részén élnek, az Inszar folyótól nyugatra, az Oroszországi Föderációban. Kisebb számban a föderáció egyéb területein, például Belinszkij környékén (Penzai terület) vagy Tatárföld délnyugati részén laknak. Egyes források szerint a moksák körülbelül 300 000 főt számlálnak, azonban a 2010-es népszámlálás adatai szerint összesen 4767-en vallották magukat moksa nemzetiségűnek. A népcsoport Rubruk feljegyzéseiben moxel néven szerepelt.

A moksák nem hivatalos zászlaja
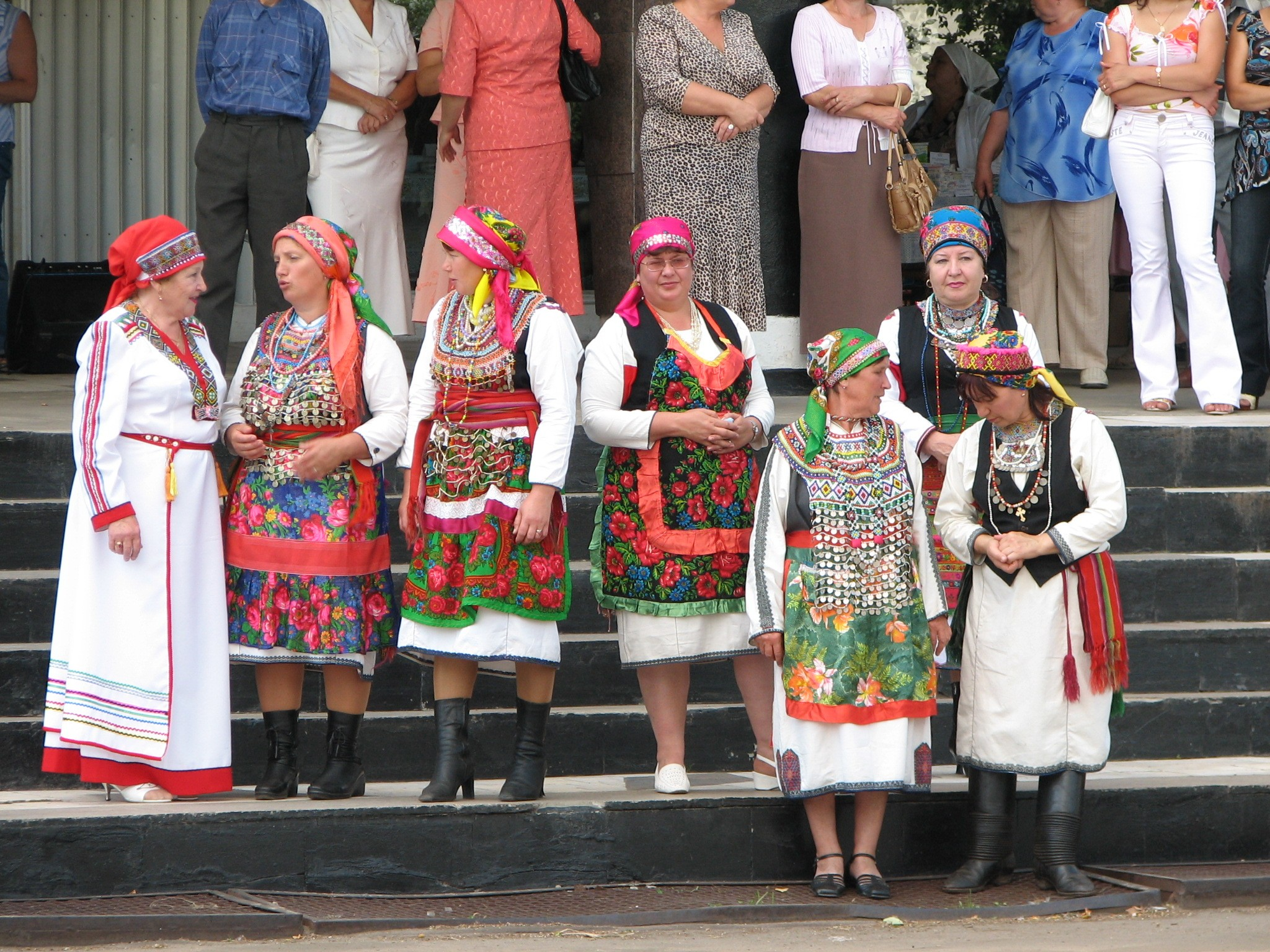
Moksa népviseletbe öltözött nők
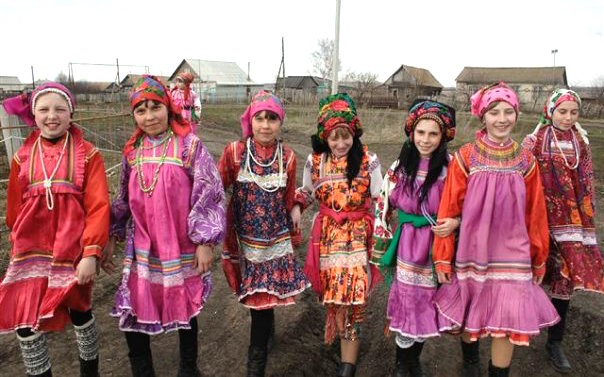
Moksa lányok